# Hisao Sekiguchi
Hisao Sekiguchi (関口 久雄, Sekiguchi Hisao, Saitama, 29 oktober 1954) is een Japans voormalig voetballer die als aanvaller speelde.

## Clubcarrière
In 1970 ging Sekiguchi naar de Saitama Urawa Minami High School, waar hij in het schoolteam voetbalde. Nadat hij in 1973 afstudeerde, ging Sekiguchi spelen voor Mitsubishi Motors. Met deze club werd hij in 1973, 1978 en 1982 kampioen van Japan. Sekiguchi veroverde er in 1973, 1978 en 1980 de Beker van de keizer en in 1978 en 1981 de JSL Cup. In 15 jaar speelde hij er 153 competitiewedstrijden en scoorde 36 goals. Sekiguchi beëindigde zijn spelersloopbaan in 1988.

## Japans voetbalelftal
Hisao Sekiguchi debuteerde in 1978 in het Japans nationaal elftal en speelde 3 interlands, waarin hij 1 keer scoorde.

## Statistieken
| Japans voetbalelftal | Japans voetbalelftal | Japans voetbalelftal |
| Jaar                 | Wed.                 | Dlp.                 |
| -------------------- | -------------------- | -------------------- |
| 1978                 | 3                    | 1                    |
| Totaal               | 3                    | 1                    |